# Grabkomplex des al-Mu'aiyad Schaich

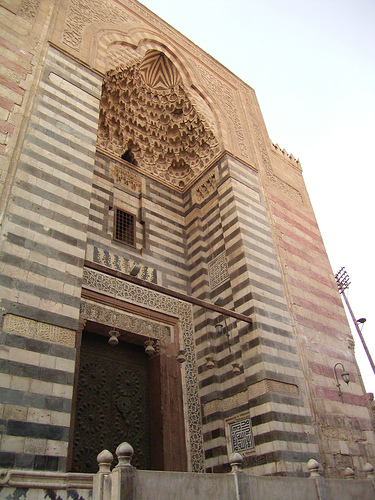
Das Haupttor

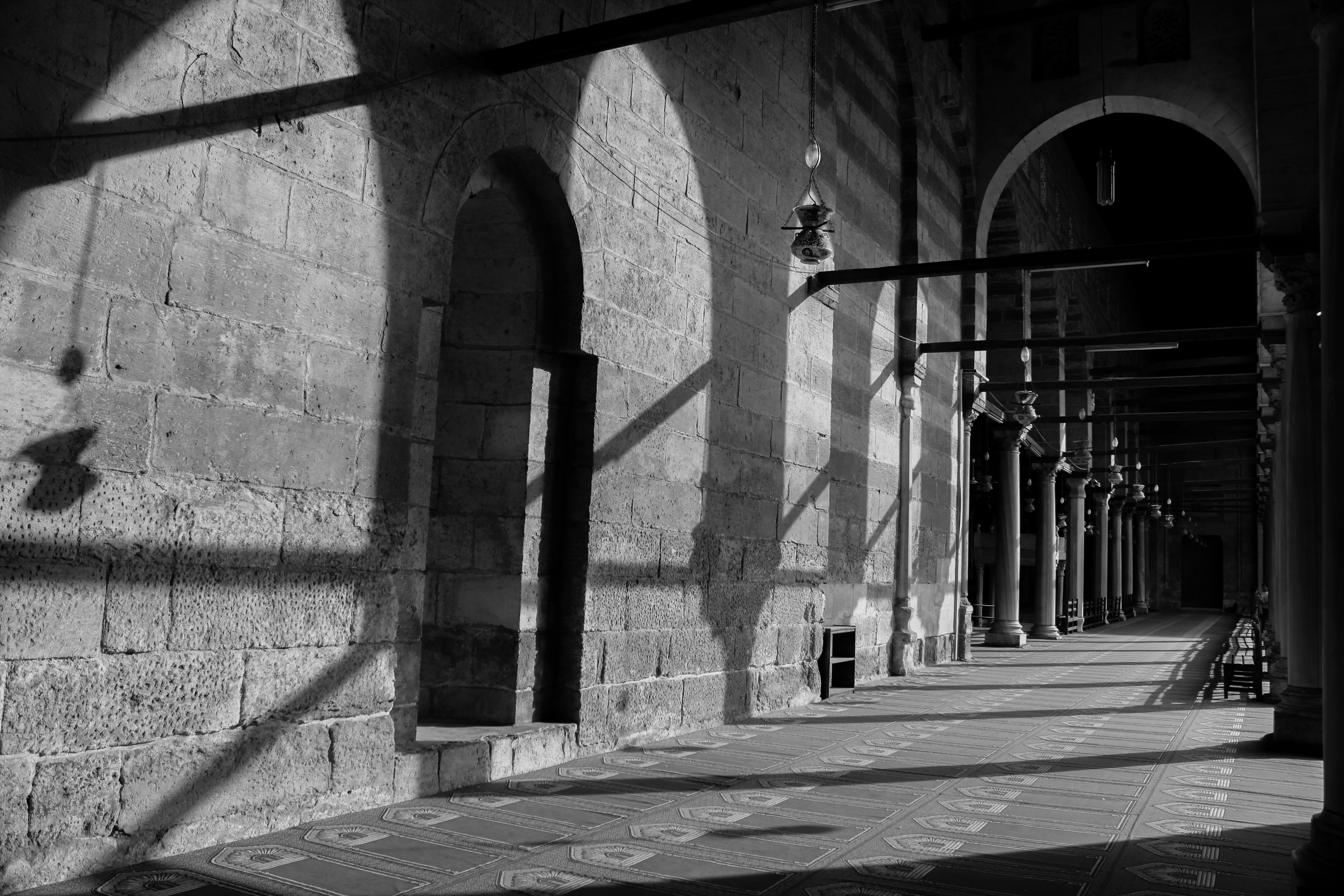
Im Bab Zuweila

Der Grabkomplex des al-Mu'aiyad Schaich steht in Kairo und ist ein Zeugnis islamischer Architektur. Der Bau besteht aus einer Moschee, die an der Stelle eines Gefängnisses errichtet worden sein soll, in dem der Herrscher sogar selbst eingesessen haben soll. Ein wichtiger Teil der Anlage war eine Madrasa. Der Bau wurde 1415 bis 1420 von al-Mu'aiyad Schaich errichtet. Die Madrasa blieb lange ein wichtiges Zentrum islamischer Gelehrsamkeit in Kairo.
Für den Bau sollen 30 Baumeister und 100 Bauarbeiter gearbeitet haben. Als Architekt ist al-Qadi Baha ad-Din Muhammad al-Burdschi überliefert. Nach Berichten sollen die Arbeiter gut behandelt worden sein, doch hatte der Herrscher keine Skrupel Bauteile wie Säulen oder bronzene Tore von anderen Bauwerken zu nehmen, was allerdings damals üblich war. Der Bau steht neben dem Bab Zuweila, dem südlichen Tor des mittelalterlichen Kairos.
Der Bau hat zwei Minarette, die auf dem Tor Bab Zuweila der Stadtmauer stehen. Ein drittes Minarett stürzte schon 1427 ein, wurde wieder neu errichtet, doch verschwand im 19. Jahrhundert. 
Der eigentliche Bau ist in etwa quadratisch und freistehend. Im Osten liegt der Haupteingang neben dem sich das eigentliche Mausoleum mit einer Kuppel befindet. Hier sind al-Mu'aiyad Schaich und sein Sohn beigesetzt. Der monumentale Eingang ist eines der letzten Monumentaltore, die im mamelukischen Kairo errichtet wurden. Sein Bronzetor stammt aus der Sultan-Hasan-Moschee, wobei al-Mu'aiyad Schaich einen hohen Preis für dieses Tor bezahlen ließ, jedoch trotzdem kritisiert wurde, dass er von einem anderen heiligen Bau dieses Tor nahm. Das Tor ist reich mit Stuckaturen und Marmor dekoriert. Die anschließende Moschee besteht aus einer Säulenhalle, die im Süden von zwei weiteren Mausoleen flankiert wurde. Im Westen gab es einen großen Hof.